# Gaichel
Gaichel (en luxembourgeois : Gäichel ) est un hameau de la commune luxembourgeoise de Habscht située dans le canton de Capellen.  Situé exactement sur la frontière entre la Belgique et le Luxembourg le hameau fait le lien entre la Route Nationale 844 de Belgique et la Nationale 8 du Luxembourg. 

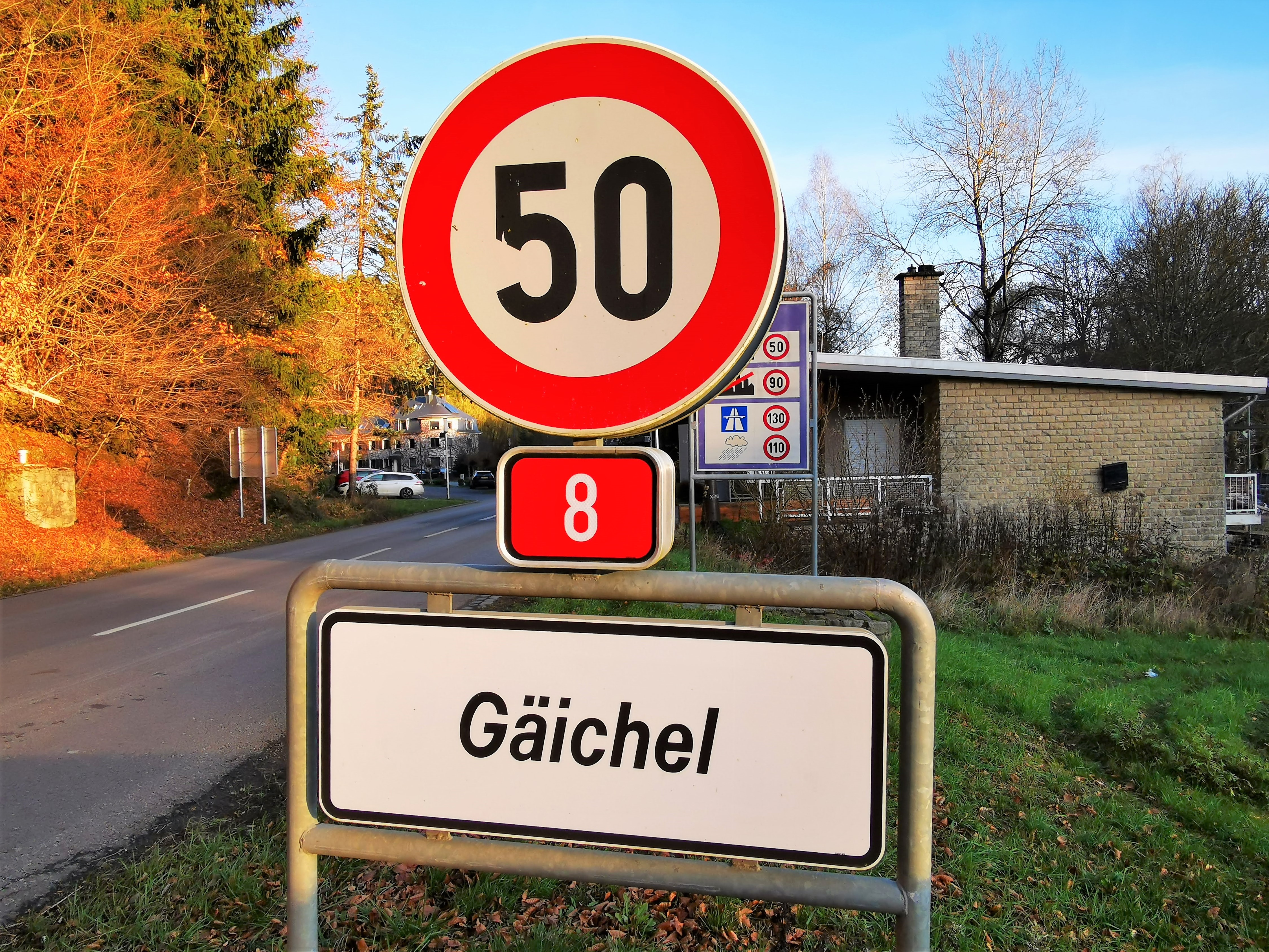
Départ de la 'Nationale 8' à la Gaichel

## Patrimoine
- L'auberge de la Gaichel est un restaurant de renom.